# Ditadura no Ar
Ditadura do Ar é uma série brasileira de quadrinhos criada por Raphael Fernandes (roteiro) e Abel (arte). Começou a ser publicada em 2011 em formato de webtira no site Contraversão, passando a ser lançada impressa ainda em 2011, como uma minissérie em quatro partes, publicada de forma independente pelos autores. A HQ é ambientada durante o período da ditadura militar brasileira e conta a história do fotógrafo freelancer Félix Panta, que tenta descobrir o paradeiro de sua namorada comunista Nina, presa pelo DOPS durante um protesto. A série foi relançada em 2016 pela editora Draco, em edição única, com o título Ditadura no Ar: coração selvagem. A minissérie ganhou o Troféu HQ Mix de 2016 na categoria "melhor minissérie" (prêmio dividido com a minissérie Pátria Armada).